# ميكروماكس
ميكروماكس (بالإنجليزية: Micromax)‏ شركة هندية متخصصة في إنتاج الهواتف النقالة. يقع مقرها في جورجاون قرب دلهي في الهند.